# Muleque
Muleque, de acordo com o Livro de Mórmon, era o único filho sobrevivente de Zedequias, o último rei de Judá, após a conquista babilônica de Jerusalém. O Livro de Mórmon afirma que depois de escapar de Judá, Muleque viajou para as Américas e estabeleceu uma civilização lá.